# تعطیلات نوروزی (مجموعه تلویزیونی)
تعطیلات نوروزی یک مجموعهٔ تلویزیونی به کارگردانی خسرو ملکان است که در سال ۱۳۷۰ تهیه و در نوروز ۱۳۷۱ از شبکه ۱ پخش گردید.

## خلاصه داستان
مدیر یک واحد صنعتی بزرگ، تصمیم دارد تعدادی از کارگران خود را به عنوان «کارگر نمونه» انتخاب و خانه‌هایی را به آنان واگذار کند؛ همه کارکنان و کارگران تلاش گسترده‌ای را آغاز می‌کنند تا نامشان در لیست افراد برگزیده قرار گیرد و به تبع آن، توطئه‌ها و اختلافات زیادی در طی داستان به وجود می‌آید؛ اما سرانجام، حق به حق‌دار می‌رسد.

## بازیگران و عوامل تولید

### بازیگران
| بازیگر           | نقش             | درگذشتگان |
| اسماعیل داورفر   | منصوری          | درگذشته   |
| پروین سلیمانی    | طاهره‌خانم عسگری | درگذشته   |
| فرخ‌لقا هوشمند    | مادر قنبر       | درگذشته   |
| مرتضی احمدی      | تک‌نواز          | درگذشته   |
| محمدعلی ورشوچی   | شعبان عسگری     | درگذشته   |
| کیومرث ملک‌مطیعی  | مدیر متل        | درگذشته   |
| سیروس قهرمانی    | رئیس کارخونه    | درگذشته   |
| محمود بهرامی     | قنبرک           | درگذشته   |
| عباس محبوب       | مرادی           |           |
| مختار سائقی      | کارگر متل       |           |
| حسن کمالی        |                 |           |
| فرهاد یدالله‌زاده |                 |           |
| ابراهیم ریحانی   |                 |           |
| حسن احمدی        |                 |           |
| حیدر روزبهانی    |                 |           |
| فاطمه طاهری      | خانم حمیدی      | درگذشته   |
| ملیحه اکبری      |                 |           |
| آزیتا پویان‌مهر   |                 |           |
| هما خاکپاش       |                 |           |
| آتوسا پویان‌مهر   |                 |           |
| ساحل سرمیلی      |                 |           |
| لیلا زارع        |                 |           |
| لیلا مطیع‌فر      |                 |           |
| فرنگیس بادکوبه‌ای |                 |           |
| رحمان مقدم       |                 |           |
| هایده حائری      |                 |           |
| ---------------- | --------------- | --------- |

### عوامل تولید
- نویسنده و کارگردان: خسرو ملکان
- نورپرداز و تصویربردار: عباس غنی‌زاده
- تدوین: بهرام سنجابی
- موسیقی: حسین فرهادپور
- سرپرست گویندگان: بهرام زند
- امور مالی: ایرج سیف‌الهی
- مسئول فنی: سعید خلج اسعدی
- آواز تیتراژ پایانی: حسن فدائیان (بر اساس شعری از مشفق کاشانی)
- تهیه‌کننده: ابوالفضل جهانی‌مقدم
- فرمت تصویر: ویدئویی
- تعداد قسمت‌ها: ۶ قسمت
- مدت زمان: ۲۹۳ دقیقه
- محصول: گروه اجتماعی شبکه ۱
- سال تولید: ۱۳۷۰
- سال پخش: نوروز ۱۳۷۱